# Compton Abdale
Compton Abdale est une paroisse civile et un village du Gloucestershire, en Angleterre.